# Воскресенский собор (Нарва)
Нарвский Воскресенский собор (собор Воскресения Христова) — православный храм в городе Нарве (Эстония), кафедральный собор Нарвской и Причудской епархии Эстонской православной церкви Московского Патриархата.
Построен в 1890—1896 годах по проекту архитектора Павла Алиша, как храм для работников Кренгольмской мануфактуры. Архитектура выполнена в неовизантийском стиле.
Освящён 17 ноября 1896 года архиепископом Рижским и Митавским Арсением (Брянцевым). Боковые приделы освящены в 1897 году в честь Всех Святых и в честь иконы Божией Матери «Всех скорбящих Радость». Нижний храм освящён во имя святого преподобного Серафима Саровского 16 ноября 1996 года архиепископом Таллинским и всея Эстонии Корнилием.
Собор внесён в Государственный регистр памятников культуры Эстонии под номером 14045 и названием Нарвская православная церковь (эст. Narva Õigeusu Kirik).

## История
Православный Воскресенский собор построен в городе Нарве в 1890—1896 годах. Первые сведения об идее сооружения отдельной церкви для рабочих Кренгольмской мануфактуры православного вероисповедания имеются в архивных документах ещё за 1872 год. Однако, в силу исторических причин, к её реализации оказалось возможным приступить лишь в 1890 году. Огромную роль при этом сыграл эстляндский губернатор князь Сергей Владимирович Шаховской. Строительство церкви осуществлялось целиком на средства Кренгольмской мануфактуры (определённый процент высчитывался из зарплаты рабочих в общий фонд — по сути это были добровольные пожертвования рабочих мануфактуры), которая выделила на постройку в общей сложности более пятисот тысяч рублей. Храм возведён в районе Иоахимсталь на земле, пожертвованной почётным гражданином Нарвы Иваном Карловичем Прове, который выкупил её на личные сбережения.
Торжественная закладка храма, приуроченная к официальной встрече в Нарве двух императоров — российского Александра III и германского Вильгельма II, была совершена 5 августа 1890 года преосвященным Арсением, епископом Рижским и Митавским, в присутствии императора Александра III и императрицы Марии Фёдоровны, а также великой княгини Ксении Александровны, великого князя Сергея Александровича и его супруги Елизаветы Фёдоровны, великих князей Николая Николаевича (старшего) и Александра Михайловича и многих других высокопоставленных лиц. Первый камень в фундамент положил сам император Александр III.
Освящение храма состоялось 17 ноября 1896 года. В этот день архиепископ Рижский и Митавский Арсений (Брянцев) освятил главный престол в честь Воскресения Христова. Архитектурное решение храма восходит к византийской культурной традиции, и в плане он имеет вид греческого креста. У Нарвского собора, подобно Софийскому собору в Константинополе, есть центральный купол, главенствующий в пластике объёма здания и создающий просторный и величавый интерьер, являющийся совершенно уникальным элементом в архитектурном облике города.
Особенную духовную силу имеет резной золочённый иконостас работы Астафьева, практически не обновлявшийся сто с лишним лет. Иконы для него были написаны в мастерской московского художника Михаила Дикарева так называемым старым пошибом и представляют собой прекрасный образец поздней древнерусской иконописи, ориентированной по стилю на московскую традицию начала XVI века. В соборе среди икон находятся чудотворные образы: обретенный в 1558 году Святителя и чудотворца Николая, Знамения Божией Матери и список Нарвской Богородицы, подлинник которой исчез во время Второй мировой войны.
Иконостас собора имеет уникальное значение в масштабе не только Эстонии, но и всей Русской православной церкви; ибо трудно назвать ещё один храм, где поздняя икона составляла бы единое композиционное целое как с внутренним убранством, так и с его внешним архитектурным обликом.
В годы Второй мировой войны храм сильно не пострадал и с 1945 года в нём уже проводились службы. Политическая обстановка того времени не способствовала распространению религии среди населения. Прихожанами храма, получившего 26 декабря 1957 года статус собора, были в основном приезжие люди старшего поколения.
Сегодня Воскресенский собор является центром православной жизни в Нарве. Нарвский Воскресенский собор находится в юрисдикции Эстонской Православной Церкви Московского Патриархата. 2 октября 1990 года при соборе была открыта воскресная школа для детей. Программа рассчитана на четыре года обучения. Целью школы является религиозно-нравственное образование и воспитание молодых прихожан. Преподаются основы догматического богословия, нравственное богословие, основы церковного пения, изобразительного искусства и литературы. В настоящее время действует также воскресная школа для взрослых. При соборе открыта православная библиотека, имеющая более пяти тысяч книг.

## Настоятели
- протоиерей Александр Пидвысоцкий
- протоиерей Сергий Иванников (ныне митрополит Барнаульский и Алтайский)
- протоиерей Николай Терентьев
- епископ Лазарь (Гуркин)

## Святыни
- Распятие[3]
- Икона Божией Матери «Знамение»
- Икона Святителя Николая, Мир Ликийских чудотворца
- Казанская — Принаровская икона Божией Матери. В кафедральном соборе храниться особо чтимый образ Казанской иконы Божией Матери. Принаровская святыня явила чудеса в 1848 году: по молитвам к Богородице перед Её чудотворным образом были спасены от эпидемии холеры жители деревни Скамья, расположенной на правом берегу реки Наровы (ныне Нарвы). Об этом чудесном событии свидетельствует и надпись на обратной стороне образа: «Сія Икона, Пресвятыя Богородицы Казанскія, сотворила первое пособіе жителямъ скамьи противу холеры бывшей въ 1848-мъ году». В 2011 году образ чудотворной иконы Казанской иконы Божией Матери был отреставрирован: восстановлено серебряное обрамление (риза), частично утраченное в безбожные годы XX века.